# Nationalistische Studentenvereniging
Le Nationalistische Studentenvereniging (NSV ; français : association des étudiants flamands nationalistes) est une fraternité étudiante belge, originaire de Région flamande, créée en 1976 d'une scission du Katholiek Vlaams Hoogstudentenverbond.

## Histoire

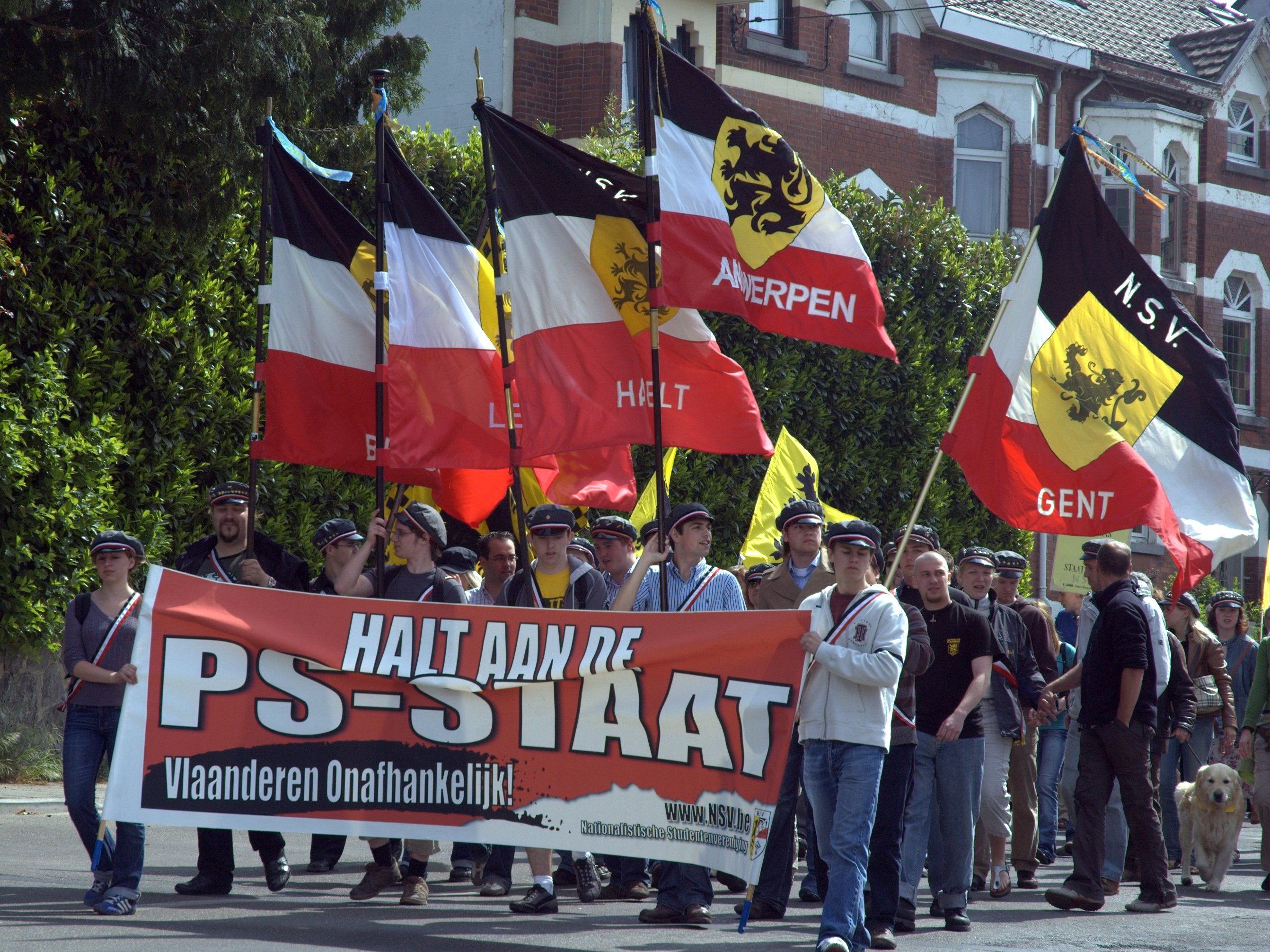
Manifestation du NSV le 6 mai 2007.

Le NSV est fondé en 1976 par Edwin Truyens comme une scission plus radicale du Katholiek Vlaams Hoogstudentenverbond (KVHV ; Union des étudiants catholiques flamands). La scission a eu lieu après que le conseil national du KVHV ait dénoncé la position radicale de Truyens et sa faction sur l'indépendance absolue de la Flandre,. En novembre 2006, le mouvement fête ses 30 ans au centre de congrès d'Anvers.
Le NSV est souvent connu pour ses manifestations radicales et l'organisation de conférences au sein des universités. En 2018, il participe à l'organisation d'une marche contre le pacte de Marrakech.
En avril 2023 le NSV tente d'organiser une conférence avec l'identitaire autrichien Martin Sellner, qui est interdite par l'université. La conférence est finalement autorisée après décision judiciaire. Parmi les participants figurent des membres de la Groot-Nederlandse Studentenvereniging (GNSV), une organisation étudiante nationaliste néerlandaise fondée en 2021 et inspirée par le NSV.

## Couleurs et symboles

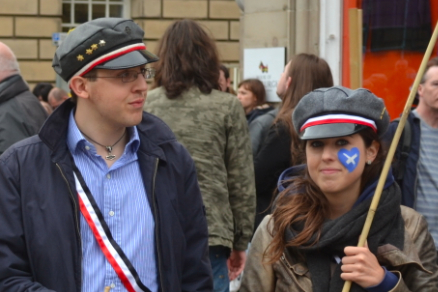
Uniforme de membres du NSV.

Les membres du NSV sont facilement reconnaissables à leurs couvre-chefs gris et leurs rubans étudiants (une tradition en Flandres, importée depuis l'Allemagne). Les couleurs de leurs rubans sont noir-blanc-rouge, couleurs aussi présentes sur la calotte. La couleur noire fait référence au drapeau flamande, le blanc et le rouge sont les couleurs héraldiques d'Anvers (ville de naissance du NSV).

## Anciens membres
- Frank Vanhecke (président du Vlaams Belang, 1996–2008)
- Bruno Valkeniers (président du Vlaams Belang, 2008-2012)
- Tom Van Grieken (président du Vlaams Belang, depuis 2014)
- Filip Dewinter (cadre du Vlaams Belang)
- Soetkin Collier (chanteuse)